# Giro di Campania 1971
Il Giro di Campania 1971, trentanovesima edizione della corsa, si svolse il 25 marzo 1971 su un percorso di 264,5 km. La vittoria fu appannaggio dell'italiano Claudio Michelotto, che completò il percorso in 6h48'00", precedendo il belga Patrick Sercu ed il connazionale Marino Basso. 

## Ordine d'arrivo (Top 10)
| Pos. | Corridore          | Squadra   | Tempo    |
| ---- | ------------------ | --------- | -------- |
| 1    | Claudio Michelotto | Scic      | 6h48'00" |
| 2    | Patrick Sercu      | Dreher    | a 2"     |
| 3    | Marino Basso       | Molteni   | s.t.     |
| 4    | Giancarlo Polidori | Scic      | s.t.     |
| 5    | Dino Zandegù       | Salvarani | s.t.     |
| 6    | Felice Gimondi     | Salvarani | s.t.     |
| 7    | Marcello Bergamo   | Filotex   | s.t.     |
| 8    | Davide Boifava     | Scic      | s.t.     |
| 9    | Ugo Colombo        | Filotex   | s.t.     |
| 10   | Arnaldo Caverzasi  | Filotex   | s.t.     |